# Świętoszek (film 1926)
Świętoszek – niemiecki film niemy z 1926 roku. Adaptacja sztuki Moliera o tym samym tytule.

## Fabuła
Podobnie, jak w literackim oryginale film opowiada historię przebiegłej służącej, maltretującej starszego i bezradnego człowieka, w nadziei otrzymania spadku. Plan ten demaskuje bratanek starca, wyświetlając mu film nakręcony na podstawie sztuki Moliera.

## Charakterystyka
W 1928 Karl Freund udzielił wywiadu pismu Close Up, w którym stwierdził, że z punktu widzenia pracy kamery "Świętoszek" był przedsięwzięciem bardzo interesującym. Sfilmowałem prolog i epilog w stylu współczesnym, nie pozwalając aktorom szminkować się, stosując najbardziej nieoczekiwane punkty widzenia kamery. Jednocześnie akcja filmu rozgrywała się w artystycznym zamgleniu, widz odnosił wrażenie, że plan spowija jakiś gaz. Według historyka kina, Lotte H. Eisner, zarówno prolog, jak i epilog są sztucznie dorzucone do scenariusza, wywołują efekt humorystyczny, a całość dzieła nie oddaje francuskiego ducha oryginału, czego szczytowym przykładem jest postać tęgiej Lucie Höflich w roli smukłej zwykle i wdzięcznej Doryny (Dorine). Mimo tych mankamentów w filmie zaskakuje wiele ujęć mistrzowskich, z punktu widzenia sztuki filmowej, zwłaszcza obserwacje nieucharakteryzowanych twarzy, piegów, zepsutych zębów i wad skórnych. Są one modelowane światłocieniem, podobnie jak niepokojące krajobrazy i motywy architektoniczne na drugim planie. Praca kamery zapowiada już ujęcia do Fausta z października 1926. Murnau znakomicie podkreśla różne odcienie, wprawnie poruszając się między perłową bielą, szarościami i różnie nasiloną czernią. Elementy scenograficzne mają precyzyjną i szczegółowo zaplanowaną rolę na planie. Tartuffe (Tartüff) umieszczony w szatach niemieckiej komedii przypomina nieco Minnę von Branhelm z komedii Gottholda Ephraima Lessinga, uzyskując styl mozartowskiego intermezzo. Przy nim nawet tłusta, pruska Doryna wydaje się trochę lżejsza i przypomina postacie z płócien Jeana Chardina. Wielką zaletą filmu jest mistrzowskie zgranie przez Murnaua aktorów w kostiumach z epoki z rozbudowanymi dekoracjami. Zaskakująca i zachwycająca dla widza jest atrakcyjnie sfilmowana, podniecająca, perłowa płaszczyzna kobiecego dekoltu. W tym obrazie film niemiecki wyzwolił się z ciążącego nad nim częściowo wcześniej weryzmu. O ile oryginał stracił w tej adaptacji swą naturalną lekkość, to jednak zyskał nieznany mu niepokój.

## Obsada
- Emil Jannings – Tartüff
- Werner Krauss – pan Orgon
- Lil Dagover – Elmire, żona Orgona
- Hermann Picha – radny
- Rosa Valetti – pani domu
- André Mattoni – Grandson
- Lucie Höflich – Dorine
- Camilla Horn